# Sportverein Darmstadt 1898 2020-2021
Questa voce raccoglie le informazioni riguardanti lo Sportverein Darmstadt 1898 nelle competizioni ufficiali della stagione 2020-2021.

## Stagione
Nella stagione 2020-2021 il Darmstadt, allenato da Markus Anfang, concluse il campionato di 2. Bundesliga al 7º posto. In Coppa di Germania il Darmstadt fu eliminato agli ottavi di finale dall'Holstein Kiel.

## Rosa
| N. |                     | Ruolo | Calciatore          |
| -- | ------------------- | ----- | ------------------- |
| 1  | Germania (bandiera) | P     | Marcel Schuhen      |
| 3  | Svezia (bandiera)   | D     | Thomas Isherwood    |
| 4  | Islanda (bandiera)  | C     | Victor Pálsson      |
| 5  | Germania (bandiera) | D     | Patric Pfeiffer     |
| 6  | Germania (bandiera) | C     | Marvin Mehlem       |
| 7  | Germania (bandiera) | A     | Felix Platte        |
| 8  | Germania (bandiera) | C     | Fabian Schnellhardt |
| 11 | Germania (bandiera) | C     | Tobias Kempe        |
| 13 | Germania (bandiera) | P     | Carl Klaus          |
| 15 | Germania (bandiera) | D     | Mathias Wittek      |
| 17 | Germania (bandiera) | D     | Lukas Mai           |
| 18 | Austria (bandiera)  | A     | Mathias Honsak      |
| 19 | Turchia (bandiera)  | A     | Serdar Dursun       |
| 20 | Germania (bandiera) | A     | Christian Clemens   |
| 21 | Germania (bandiera) | D     | Immanuel Höhn       |

| N. |                     | Ruolo | Calciatore         |
| -- | ------------------- | ----- | ------------------ |
| 22 | Germania (bandiera) | A     | Aaron Seydel       |
| 23 | Germania (bandiera) | D     | Nicolai Rapp       |
| 26 | Germania (bandiera) | D     | Matthias Bader     |
| 27 | Germania (bandiera) | A     | Tim Skarke         |
| 28 | Svizzera (bandiera) | C     | Samuele Campo      |
| 29 | Germania (bandiera) | A     | Henry Crosthwaite  |
| 30 | Polonia (bandiera)  | C     | Adrian Stanilewicz |
| 31 | Germania (bandiera) | P     | Florian Stritzel   |
| 32 | Germania (bandiera) | D     | Fabian Holland     |
| 35 | Germania (bandiera) | C     | John Sesay         |
| 36 | Germania (bandiera) | A     | Silas Zehnder      |
| 37 | Germania (bandiera) | D     | Patrick Herrmann   |
| 38 | Germania (bandiera) | C     | Alexander Vogler   |
| 39 | Germania (bandiera) | A     | Ensar Arslan       |
| 40 | Germania (bandiera) | A     | Erich Berko        |

## Organigramma societario
Area tecnica
- Allenatore: Markus Anfang, Torsten Lieberknecht
- Allenatore in seconda: Ovid Hajou, Kai Schmitz
- Preparatore dei portieri: Dimo Wache, Uwe Zimmermann
- Preparatori atletici: Kai Schmitz

## Calciomercato

### Sessione estiva
| Acquisti | Acquisti           | Acquisti            | Acquisti |
| R.       | Nome               | da                  | Modalità |
| -------- | ------------------ | ------------------- | -------- |
| C        | Adrian Stanilewicz | Bayer Leverkusen    |          |
| A        | Aaron Seydel       | Magonza             |          |
| D        | Lukas Mai          | Bayern Monaco       |          |
| A        | Silas Zehnder      | Vikt. Aschaffenburg |          |

| Cessioni | Cessioni       | Cessioni          | Cessioni |
| R.       | Nome           | a                 | Modalità |
| -------- | -------------- | ----------------- | -------- |
| C        | Leon Müller    | Rot-Weiß Coblenza |          |
| A        | Johannes Wurtz | Wehen Wiesbaden   |          |
| D        | Dario Đumić    | Utrecht           |          |
| D        | Nicolai Rapp   | Union Berlino     |          |
| C        | Yannick Stark  | Dinamo Dresda     |          |

### Sessione invernale
| Acquisti | Acquisti          | Acquisti  | Acquisti |
| R.       | Nome              | da        | Modalità |
| -------- | ----------------- | --------- | -------- |
| C        | Samuele Campo     | Basilea   |          |
| A        | Christian Clemens | Colonia   |          |
| D        | Thomas Isherwood  | Östersund |          |

| Cessioni | Cessioni      | Cessioni        | Cessioni |
| R.       | Nome          | a               | Modalità |
| -------- | ------------- | --------------- | -------- |
| C        | Paik Seung-ho | Jeonbuk Hyundai |          |
| A        | Braydon Manu  | Hallescher      |          |

## Risultati

### 2. Bundesliga

#### Girone di andata
| Arbitro: | Winkmann |

|                                 |           |                       |
| Keita-Ruel 29’, 38’ (rig.), 74’ | Marcatori | 19’ Honsak 90’ Skarke |

| Darmstadt 26 settembre 2020, ore 13:00 CEST 2ª giornata | Darmstadt | 0 – 0 referto | Jahn Ratisbona | Merck-Stadion am Böllenfalltor (1 741 spett.)\| Arbitro: \| Alt \| |
| Arbitro:                                                | Alt       |               |                |                                                                    |

| Arbitro: | Storks |

|                       |           |                                |
| Hack 3’ Lohkemper 61’ | Marcatori | 55’ Dursun 76’ Mehlem 90’ Rapp |

| Arbitro: | Schmidt |

|            |           |             |
| Ihorst 78’ | Marcatori | 30’ Pálsson |

| Arbitro: | Fritz |

|                        |           |                                  |
| Dursun 45’ (rig.), 76’ | Marcatori | 80’ Benatelli 90’ (rig.) Zalazar |

| Arbitro: | Aarnink |

|                                      |           |                                             |
| Hofmann 22’, 81’ Wanitzek 44’ (rig.) | Marcatori | 9’, 90’ (rig.) Kempe 65’ Pálsson 77’ Dursun |

| Arbitro: | Heft |

|  |           |                                                     |
|  | Marcatori | 13’ Schallenberg 22’ Führich 25’, 61’ (rig.) Srbeny |

| Arbitro: | Thomsen |

|                                     |           |  |
| Testroet 7’, 56’ (rig.) Nəzərov 90’ | Marcatori |  |

| Arbitro: | Sather |

|                                            |           |  |
| Kempe 6’ (rig.), 36’ (rig.) Dursun 7’, 34’ | Marcatori |  |

| Arbitro: | Alt |

|                                       |           |                             |
| Hennings 56’ Karaman 77’ Kownacki 89’ | Marcatori | 50’ Dursun 67’ (rig.) Kempe |

| Arbitro: | Winter |

|           |           |                  |
| Kempe 78’ | Marcatori | 70’, 87’ Terodde |

| Arbitro: | Dingert |

|  |           |                                     |
|  | Marcatori | 17’ Skarke 45’, 49’ Dursun 76’ Höhn |

| Arbitro: | Ittrich |

|                      |           |  |
| Kempe 55’ Platte 90’ | Marcatori |  |

| Arbitro: | Waschitzki-Günther |

|                               |           |           |
| Kempe 82’ (aut.) Pantović 83’ | Marcatori | 80’ Kempe |

| Arbitro: | Alt |

|            |           |                  |
| Seydel 68’ | Marcatori | 45’, 50’ Ducksch |

| Arbitro: | Hartmann |

|                                        |           |  |
| Kühlwetter 49’ Mainka 59’ Thomalla 83’ | Marcatori |  |

| Arbitro: | Aarnink |

|  |           |                           |
|  | Marcatori | 40’ Reese 55’ (aut.) Höhn |

#### Girone di ritorno
| Arbitro: | Reichel |

|                 |           |          |
| Mehlem 36’, 48’ | Marcatori | 1’ Žirov |

| Arbitro: | Heft |

|                |           |            |
| Caliskaner 90’ | Marcatori | 30’ Skarke |

| Arbitro: | Thomsen |

|                    |           |                                 |
| Holland 90’ (rig.) | Marcatori | 76’ Schleusener 90’ (aut.) Rapp |

| Arbitro: | Ittrich |

|            |           |  |
| Honsak 33’ | Marcatori |  |

| Arbitro: | Bacher |

|                                   |           |                       |
| Burgstaller 26’, 82’ Marmoush 62’ | Marcatori | 64’ Skarke 66’ Dursun |

| Arbitro: | Hanslbauer |

|  |           |          |
|  | Marcatori | 52’ Choi |

| Arbitro: | Schlager |

|                               |           |                                   |
| Srbeny 24’ (rig.) Führich 55’ | Marcatori | 19’ (rig.), 75’ Dursun 68’ Mehlem |

| Arbitro: | Willenborg |

|                                |           |                    |
| Dursun 4’, 27’, 67’ Honsak 90’ | Marcatori | 79’ (rig.) Nəzərov |

| Arbitro: | Gerach |

|                       |           |             |
| Proschwitz 17’ (rig.) | Marcatori | 13’ Pálsson |

| Arbitro: | Reichel |

|                   |           |                         |
| Dursun 37’ (rig.) | Marcatori | 20’ Krajnc 62’ Kownacki |

| Arbitro: | Kampka |

|             |           |                      |
| Dudziak 77’ | Marcatori | 51’ Berko 60’ Dursun |

| Arbitro: | Willenborg |

|                     |           |                    |
| Kempe 2’ Dursun 40’ | Marcatori | 69’ Green 75’ Raum |

| Arbitro: | Günsch |

|           |           |                                         |
| Dietz 63’ | Marcatori | 45’ (rig.) Dursun 79’ Skarke 90’ Platte |

| Arbitro: | Dankert |

|                             |           |            |
| Clemens 79’ Dursun 81’, 86’ | Marcatori | 74’ Tesche |

| Arbitro: | Aarnink |

|             |           |                       |
| Ducksch 50’ | Marcatori | 55’ Mehlem 68’ Honsak |

| Arbitro: | Hanslbauer |

|                                    |           |            |
| Rapp 18’ Dursun 40’, 54’, 59’, 83’ | Marcatori | 12’ Hüsing |

| Arbitro: | Ittrich |

|                       |           |                          |
| Serra 18’ Bartels 87’ | Marcatori | 51’, 58’ Dursun 75’ Höhn |

### Coppa di Germania
| Arbitro: | Gräfe |

|                     |           |                                  |
| Müller 14’ Beck 26’ | Marcatori | 53’ Mehlem 66’ Kempe 100’ Honsak |

| Arbitro: | Jablonski |

|  |           |                                      |
|  | Marcatori | 24’ Schnellhardt 59’ Paik 71’ Dursun |

| Arbitro: | Storks |

|                                                                 |                      |                                                        |
| Serra 58’                                                       | Marcatori            | 86’ Dursun                                             |
| Wahl Arslan Serra Porath Lee Bartels Hauptmann Kirkeskov Lorenz | Tiri di rigore 7 – 6 | Mehlem Dursun Holland Mai Paik Höhn Honsak Rapp Skarke |

## Statistiche

### Statistiche di squadra
| Competizione      | Punti | In casa | In casa | In casa | In casa | In casa | In casa | In trasferta | In trasferta | In trasferta | In trasferta | In trasferta | In trasferta | Totale | Totale | Totale | Totale | Totale | Totale | DR  |
| Competizione      | Punti | G       | V       | N       | P       | Gf      | Gs      | G            | V            | N            | P            | Gf           | Gs           | G      | V      | N      | P      | Gf     | Gs     | DR  |
| ----------------- | ----- | ------- | ------- | ------- | ------- | ------- | ------- | ------------ | ------------ | ------------ | ------------ | ------------ | ------------ | ------ | ------ | ------ | ------ | ------ | ------ | --- |
| 2. Bundesliga     | 51    | 17      | 7       | 3       | 7       | 29      | 23      | 17           | 8            | 3            | 6            | 34           | 32           | 34     | 15     | 6      | 13     | 63     | 55     | +8  |
| Coppa di Germania | -     | 0       | 0       | 0       | 0       | 0       | 0       | 3            | 2            | 1            | 0            | 7            | 3            | 3      | 2      | 1      | 0      | 7      | 3      | +4  |
| Totale            | 51    | 17      | 7       | 3       | 7       | 29      | 23      | 20           | 10           | 4            | 6            | 41           | 35           | 37     | 17     | 7      | 13     | 70     | 58     | +12 |

### Andamento in campionato
| Giornata  | 1  | 2  | 3 | 4 | 5  | 6 | 7  | 8  | 9  | 10 | 11 | 12 | 13 | 14 | 15 | 16 | 17 | 18 | 19 | 20 | 21 | 22 | 23 | 24 | 25 | 26 | 27 | 28 | 29 | 30 | 31 | 32 | 33 | 34 |
| --------- | -- | -- | - | - | -- | - | -- | -- | -- | -- | -- | -- | -- | -- | -- | -- | -- | -- | -- | -- | -- | -- | -- | -- | -- | -- | -- | -- | -- | -- | -- | -- | -- | -- |
| Luogo     | T  | C  | T | T | C  | T | C  | T  | C  | T  | C  | T  | C  | T  | C  | T  | C  | C  | T  | C  | C  | T  | C  | T  | C  | T  | C  | T  | C  | T  | C  | T  | C  | T  |
| Risultato | P  | N  | V | N | N  | V | P  | P  | V  | P  | P  | V  | V  | P  | P  | P  | P  | V  | N  | P  | V  | P  | P  | V  | V  | N  | P  | V  | N  | V  | V  | V  | V  | V  |
| Posizione | 13 | 14 | 9 | 9 | 11 | 8 | 10 | 14 | 11 | 14 | 14 | 14 | 10 | 12 | 13 | 14 | 14 | 13 | 12 | 13 | 12 | 14 | 14 | 13 | 13 | 13 | 13 | 12 | 12 | 11 | 10 | 10 | 8  | 7  |

Legenda:

Luogo: C = Casa; T = Trasferta. Risultato: V = Vittoria; N = Pareggio; P = Sconfitta.

### Statistiche dei giocatori
| Giocatore       | 2. Bundesliga | 2. Bundesliga | 2. Bundesliga | 2. Bundesliga | Coppa di Germania | Coppa di Germania | Coppa di Germania | Coppa di Germania | Totale   | Totale | Totale      | Totale     |
| Giocatore       | Presenze      | Reti          | Ammonizioni   | Espulsioni    | Presenze          | Reti              | Ammonizioni       | Espulsioni        | Presenze | Reti   | Ammonizioni | Espulsioni |
| --------------- | ------------- | ------------- | ------------- | ------------- | ----------------- | ----------------- | ----------------- | ----------------- | -------- | ------ | ----------- | ---------- |
| E. Arslan       | 1             | 0             | 0             | 0             | 0                 | 0                 | 0                 | 0                 | 1        | 0      | 0           | 0          |
| M. Bader        | 17            | 0             | 2             | 0             | 1                 | 0                 | 0                 | 0                 | 18       | 0      | 2           | 0          |
| E. Berko        | 30            | 1             | 2             | 0             | 1                 | 0                 | 0                 | 0                 | 31       | 1      | 2           | 0          |
| S. Campo        | 2             | 0             | 0             | 0             | 0                 | 0                 | 0                 | 0                 | 2        | 0      | 0           | 0          |
| C. Clemens      | 14            | 1             | 1             | 0             | 1                 | 0                 | 0                 | 0                 | 15       | 1      | 1           | 0          |
| H. Crosthwaite  | 1             | 0             | 0             | 0             | 0                 | 0                 | 0                 | 0                 | 1        | 0      | 0           | 0          |
| S. Dursun       | 33            | 27            | 4             | 0             | 3                 | 2                 | 0                 | 0                 | 36       | 29     | 4           | 0          |
| P. Herrmann     | 23            | 0             | 1             | 1             | 2                 | 0                 | 1                 | 0                 | 25       | 0      | 2           | 1          |
| F. Holland      | 29            | 1             | 9             | 0             | 3                 | 0                 | 0                 | 0                 | 32       | 1      | 9           | 0          |
| M. Honsak       | 27            | 4             | 1             | 0             | 3                 | 1                 | 0                 | 0                 | 30       | 5      | 1           | 0          |
| I. Höhn         | 30            | 2             | 2             | 0             | 2                 | 0                 | 0                 | 0                 | 32       | 2      | 2           | 0          |
| T. Isherwood    | 1             | 0             | 0             | 0             | 0                 | 0                 | 0                 | 0                 | 1        | 0      | 0           | 0          |
| T. Kempe        | 30            | 9             | 4             | 0             | 3                 | 1                 | 0                 | 0                 | 33       | 10     | 4           | 0          |
| C. Klaus        | 2             | 0             | 0             | 0             | 1                 | 0                 | 0                 | 0                 | 3        | 0      | 0           | 0          |
| L. Mai          | 29            | 0             | 3             | 1             | 3                 | 0                 | 1                 | 0                 | 32       | 0      | 4           | 1          |
| B. Manu         | 3             | 0             | 0             | 0             | 1                 | 0                 | 1                 | 0                 | 4        | 0      | 1           | 0          |
| M. Mehlem       | 32            | 5             | 4             | 0             | 3                 | 1                 | 1                 | 0                 | 35       | 6      | 5           | 0          |
| S. Paik         | 13            | 0             | 0             | 0             | 3                 | 1                 | 2                 | 0                 | 16       | 1      | 2           | 0          |
| P. Pfeiffer     | 18            | 0             | 3             | 0             | 2                 | 0                 | 0                 | 0                 | 20       | 0      | 3           | 0          |
| F. Platte       | 21            | 2             | 2             | 0             | 3                 | 0                 | 1                 | 0                 | 24       | 2      | 3           | 0          |
| V. Pálsson      | 21            | 3             | 7             | 0             | 2                 | 0                 | 0                 | 0                 | 23       | 3      | 7           | 0          |
| N. Rapp         | 29            | 2             | 9             | 1             | 3                 | 0                 | 0                 | 0                 | 32       | 2      | 9           | 1          |
| F. Schnellhardt | 23            | 0             | 4             | 0             | 3                 | 1                 | 1                 | 0                 | 26       | 1      | 5           | 0          |
| M. Schuhen      | 32            | 0             | 2             | 0             | 2                 | 0                 | 0                 | 0                 | 34       | 0      | 2           | 0          |
| J. Sesay        | 0             | 0             | 0             | 0             | 0                 | 0                 | 0                 | 0                 | 0        | 0      | 0           | 0          |
| A. Seydel       | 14            | 1             | 0             | 0             | 0                 | 0                 | 0                 | 0                 | 14       | 1      | 0           | 0          |
| T. Skarke       | 30            | 5             | 3             | 0             | 3                 | 0                 | 1                 | 0                 | 33       | 5      | 4           | 0          |
| A. Stanilewicz  | 8             | 0             | 1             | 0             | 0                 | 0                 | 0                 | 0                 | 8        | 0      | 1           | 0          |
| F. Stritzel     | 0             | 0             | 0             | 0             | 0                 | 0                 | 0                 | 0                 | 0        | 0      | 0           | 0          |
| A. Vogler       | 0             | 0             | 0             | 0             | 0                 | 0                 | 0                 | 0                 | 0        | 0      | 0           | 0          |
| M. Wittek       | 0             | 0             | 0             | 0             | 0                 | 0                 | 0                 | 0                 | 0        | 0      | 0           | 0          |
| S. Zehnder      | 0             | 0             | 0             | 0             | 0                 | 0                 | 0                 | 0                 | 0        | 0      | 0           | 0          |